# Surinder Singh Sodhi
Surinder Singh Sodhi Shokar (Firozpur, 22 juni 1957) is een hockeyer uit India. 
Singh Sodhi verloor in 1978 de finale van de Aziatische Spelen van aartsrivaal Pakistan. Twee jaar later, tijdens de door afzeggingen gedevalueerde Olympische Spelen in Moskou, maakte Singh Sodhi in zes wedstrijden vijftien doelpunten waaronder twee in de finale tegen Spanje, die met 4-3 werd gewonnen. Tijdens het Wereldkampioenschap in eigen land kwam Singh Sodhi met de Indiase ploeg niet verder dan de vijfde plaats. 
Singh Sodhi is van beroep politieagent.

## Erelijst
- 1978 –  Aziatische Spelen in Bangkok
- 1980 –  Olympische Spelen in Moskou
- 1982 – 5e Wereldkampioenschap in Bombay
- 1982 -  Champions Trophy mannen in Amstelveen